# Eupithecia cupreata
Eupithecia cupreata là một loài bướm đêm trong họ Geometridae.